# Nérasolymos község
Nérasolymos község (románul: Comuna Socol) község Krassó-Szörény megyében, Romániában. Központja Nérasolymos, beosztott falvai Báziás, Néraaranyos, Néramező, Pârneaura.

## Népessége
A 2011-es népszámlálás adatai alapján a község népessége 1933 fő volt.